# William Fairbanks
William Fairbanks (24 de mayo de 1894 – 1 de abril de 1945) fue un actor cinematográfico de nacionalidad estadounidense activo en la época del cine mudo, a lo largo de cuya trayectoria, que se prolongó desde el año 1916 a 1928, participó en un total de más de 65 producciones.

## Biografía
Su verdadero nombre era Carl Ullman, y nació en San Luis, Misuri. Su padre era Charles Ullman, que había nacido en Baviera, Alemania, y había emigrado a los Estados Unidos, donde se había nacionalizado, y su madre era Emma E. Ullman, nativa de Illinois. Su padre se dedicaba al comercio de artículos de confección, mientras que su madre trabajaba como dependienta en el almacén. A los 16 años de edad, Carl trabajaba como empleado de una papelería de San Luis.
Su primer papel en el cine fue el del Capitán Pierre Thierry en el drama bélico Somewhere in France (1916), protagonizado por Louise Glaum y Howard C. Hickman. En esa época él vivía en Venice (Los Ángeles), California. Fairbanks actuó en cinco películas estrenadas en 1917, entre ellas el drama The Little Brother, protagonizado por Enid Bennett y William Garwood, y en el cual interpretaba a Dillon. En ese año estaba registrado para el alistamiento forzoso por causa de la Primera Guerra Mundial. Fairbanks cumplió servicio como ensign (empleo militar) en la Armada de los Estados Unidos.
Fairbanks actuó solamente en un film estrenado en 1918, The Hired Man, interpretado por Charles Ray y Charles K. French, y en el que hacía el papel de Stuart Morley. Como consecuencia de la guerra, estuvo ausente de la pantalla más de un año. Sin embargo, en 1920, año en el que residía en Santa Mónica (California), el actuó en cuatro películas.
Fairbanks ascendió a estatus de estrella gracias a los productores independientes Phil Goldstone y Ben F. Wilson. Su nombre artístico, que se tomó a partir del de Douglas Fairbanks, apareció con el estreno del western protagonizado por él y producido por Goldstone Hearts of the West (1920), en el cual actuó junto a Frances Conrad.
Fairbanks se casó con Edna Whitson en octubre de 1920, divorciándose la pareja en 1930. Tuvieron un hijo, William Fairbanks (12 de diciembre de 1923 – 20 de abril de 1999), que sirvió en la Armada durante la Segunda Guerra Mundial.
Otras películas en las que actuó Fairbanks fueron los westerns The Clean-Up (1922) y Down by the Rio Grande (con Dorothy Revier), el drama A Fight for Honor (con Eva Novak), la cinta de acción de Columbia Pictures Racing for Life (con Eva Novak), y el western Border Women (con Dorothy Revier). Además, actuó en el serial Vanishing Millions, con Vivian Rich, interpretando a Dave Merrill. Posteriormente actuó en Flying High (con Alice Calhoun, 1926), One Chance in a Million (con Viora Daniel, 1927), The Down Grade (con Alice Calhoun, 1927), y el western de MGM Wyoming (1928), con Tim McCoy y Dorothy Sebastian, film en el cual Fairbanks encarnaba a Buffalo Bill Cody.
Aunque Fairbanks era una estrella muy ocupada durante la mayor parte de los años 1920, tras interpretar a Long Collins en The Vanishing West (1928) decidió retirarse del cine.
William Fairbanks falleció en 1945, a los 50 años de edad, en Los Ángeles, California, a causa de una neumonía. Se celebró un funeral militar, y el actor fue enterrado en el Cementerio Nacional de Los Ángeles.

## Selección de su filmografía
- Somewhere in France (1916)
- The Little Brother (1917)
- Wolf Lowry (1917)
- The Flame of the Yukon (1917)
- The Hired Man (1918)
- The Fearless Lover (1925)
- Spoilers of the West (1927)
- Wyoming (1928)
- Under the Black Eagle (1928)
- The Vanishing West (1928)